# 小野滋野
小野 滋野（おの の しげの）は、奈良時代の貴族。左京大夫・小野竹良の子。官位は従五位下・豊前守。

## 経歴
宝亀8年（777年）6月に第14次遣唐使の判官として第三船に乗船して渡唐し、7月に持節副使（大使代行）・小野石根が乗る第一船と共に揚州海陵県（現在の江蘇省泰州市）に漂着する。8月末に揚州大都督に到着するが、安禄山の乱の影響で駅舎が荒廃していることを理由に、観察使兼長吏・陳少遊の取り決めにより長安への入京者が60人（65人とも）に制限された。10月に85人で揚州を発つも、百余里進んだところで中書門下の勅牒（唐における皇帝の命令の一つ）により人数をさらに20人に制限されるが、遣唐使側の依頼により23人を追加して計43人が入京することになった。
翌宝亀9年（778年）正月に持節副使・小野石根、副使・大神末足らと共に長安に入城、まもなく宣政殿で拝謁の儀が行われるが皇帝は出御せず、3月になってから延英殿で皇帝・代宗に対面し、官や賞を授けられた。4月に中使・趙宝英と共に使節一行は長安を去り、6月に揚州に到着した。
滋野の乗る第三船は9月に唐使を乗せて揚州海陵県から出航するも、3日目に逆風を受けて座礁。1ヶ月ほどかけて船の修理を行うと、10月半ばに再び出航して1週間ほどで肥前国松浦郡橘浦（現在の長崎県上五島町あるいは玉之浦町付近）に帰着した。帰着後すぐに入京が命ぜられていることから、年内には朝廷に次第の報告を行ったか。なお、第一船・第二船は11月に出航し、第一船は遭難して判官・大伴継人ら41名のみが肥後国天草郡に漂着し、第二船は無事に薩摩国出水郡に帰着している。
宝亀10年（779年）4月に副使の大神末足・大伴継人、録事の上毛野大川らの渡唐の功労に対する叙位が行われ、滋野は従五位下に叙爵した。また、同月に滋野らと共に渡海した唐使の孫興進・秦怤期が入京し、5月には光仁天皇への拝謁が行われた。翌宝亀11年（780年）滋野は豊前守に任ぜられている。

## 官歴
『続日本紀』による。
- 宝亀6年（775年）  6月19日：遣唐判官か?
- 時期不詳：正六位上
- 宝亀9年（778年） 10月23日：見勅旨大丞兼下総権介
- 宝亀10年（779年） 4月21日：従五位下
- 宝亀11年（780年） 3月17日：豊前守